# El Jueves
El Jueves is een Spaans satirisch weekblad met strips en cartoons. Het tijdschrift verscheen voor het eerst in 1977 en verschijnt elke woensdag (en niet op donderdag zoals de titel zou doen vermoeden). Favoriete onderwerpen van spot zijn de politiek, de kerk, de monarchie en seks.

Promotiemateriaal, met afbeeldingen van strips uit El Jueves